# Magnus Vigilius
Magnus Vigilius (født 9. marts 1974) er en dansk operasanger. Han er tenor og født og opvokset i København. Han er uddannet på Det Kongelige Danske Musikkonservatorium og har siden optrådt i det meste af Europa. Bl.a. som “hustenor” på Den Fynske Opera i Odense, både i nyskrevne danske operaer og i klassikere som La Bohème (Rodolfo) og Madame Butterfly (Pinkerton).
Vigilius har sunget flere roller for den Tjekkiske Nationalopera i Brno - bl.a. Pinkerton, Cavaradossi i Tosca og Boris Grigorjevič i Leoš Janáčeks opera Káťa Kabanová. Sidstnævnte opera åbnede den anerkendte Janáček-festival i 2016 og vandt flere internationale priser.
I 2014 sang Magnus Vigilius sig i finalen og vandt 2. prisen og orkesterets pris i den prestigefyldte Wagnerkonkurrence, The Lauritz Melchior International Singing Competition.
Magnus Vigilius vandt i 2018 en Reumert (dansk teater-pris) som Årets Sanger for sin præstation som Siegmund i Wagners “Valkyrien” for Den Ny Opera i Esbjerg. Samme år havde Vigilius sin anmelderroste debut i Tyskland som Radames i “Aida” for Oper Halle.
I 2020 bliver han den første danske tenor (efter Poul Elming) i 30 år, som debuterer på Bayreuther Festspiele.

## Ekstern henvisning
- Admiral Gjeddes Gaard om Magnus Vigilius, Thomas Præstegaard og Irene Hasager